# Sheffield Shield
A Sheffield Shield é a principal e mais antiga competição de Cricket first-class (de 4 dias de jogo) da Austrália.

## Times
A competição é disputadas por equipes representativas dos 6 estados australianos.
| Equipe                | Local          | Estádio                  |
| --------------------- | -------------- | ------------------------ |
| New South Wales Blues | Sydney, NSW    | Sydney Cricket Ground    |
| Victorian Bushrangers | Melbourne, VIC | Melbourne Cricket Ground |
| Western Warriors      | Perth, WA      | WACA Ground              |
| Southern Redbacks     | Adelaide, SA   | Adelaide oval            |
| Queensland Bulls      | Brisbane, QLD  | The Gabba                |
| Tasmanian Tigers      | Hobart, TAS    | Bellerive Oval           |